# مك نوت (ساسكاتشوان)
مك نوت (بالإنجليزية: MacNutt)‏ هي قرية تقع في كندا في ساسكاتشوان. يقدر عدد سكانها بـ 80 نسمة ومساحتها 0.81 كم2 .